# Tania Boteva-Malo
Tania Boleva-Malo (en cirílico búlgaro,  Таниа Болева- Мало; Sofía, 1950) cineasta y escritora búlgara en francés residente en Bruselas.  
Nació en el seno de una familia francófona y se licenció en literatura francesa en la Universidad de Sofía. 

## Novelas
- Jeunes filles sur la route, 2009

## Películas
- Trois hommes et un chien,
- Night Angels, 1995